# Amblyomma variegatum
Amblyomma variegatum är en fästingart som beskrevs av Fabricius 1794. Amblyomma variegatum ingår i släktet Amblyomma och familjen hårda fästingar. Inga underarter finns listade i Catalogue of Life.

## Bildgalleri

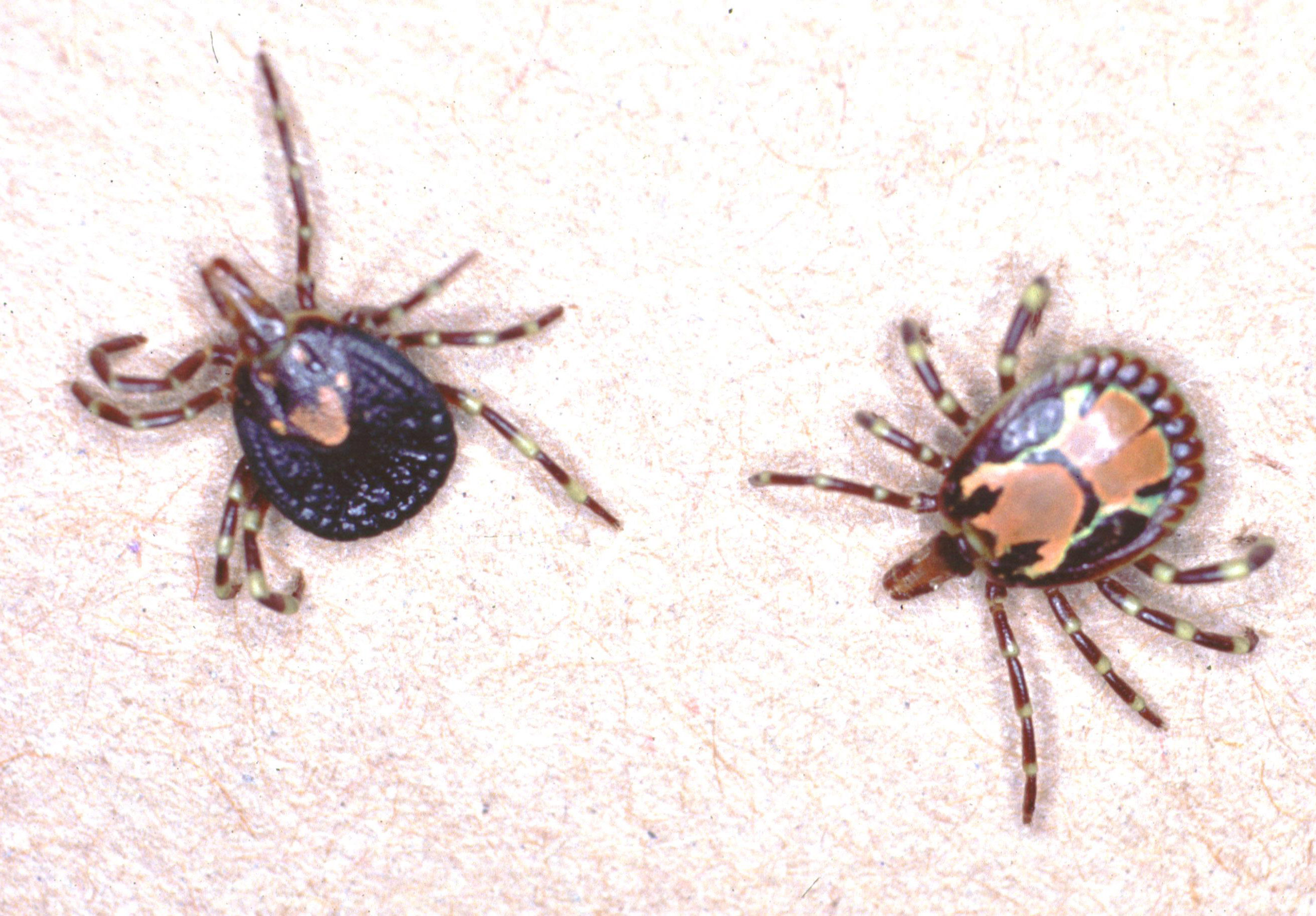
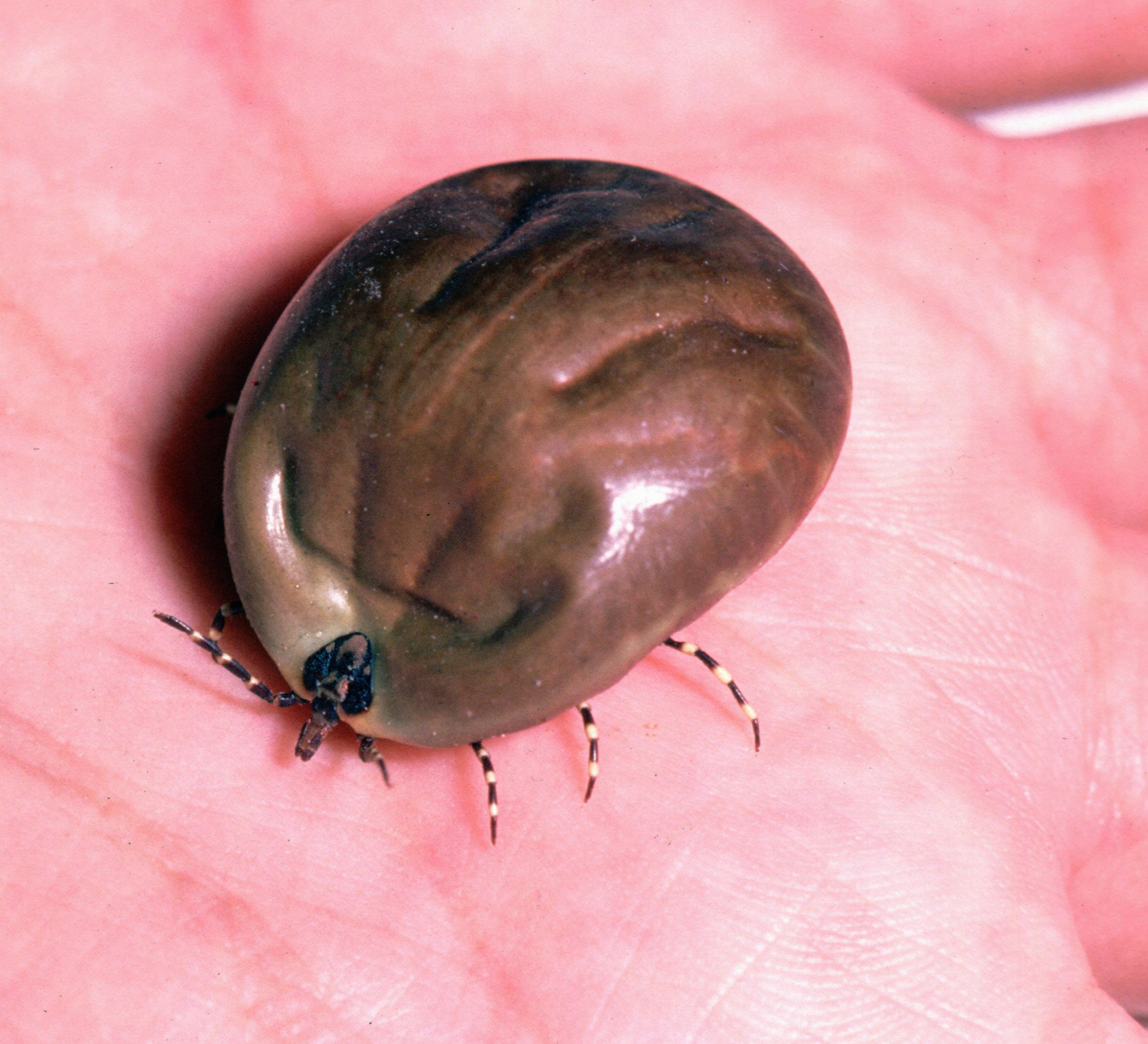
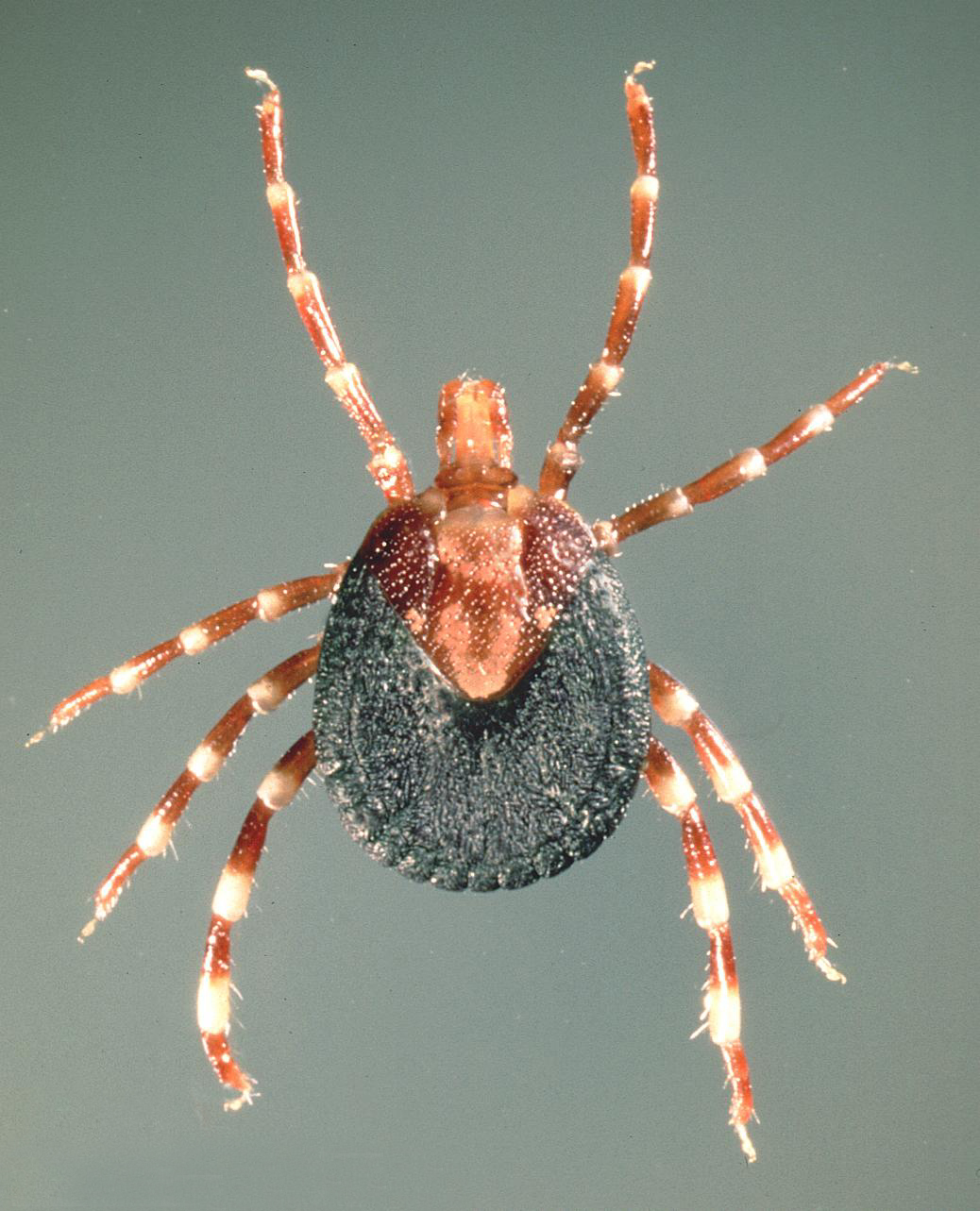
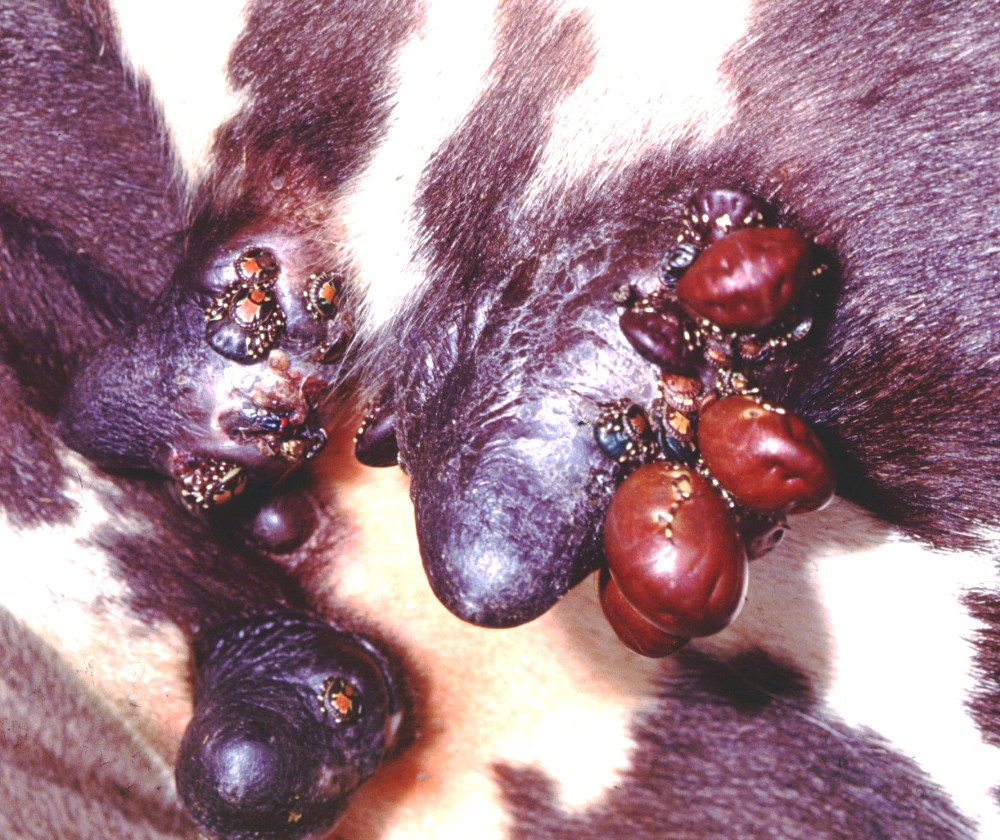
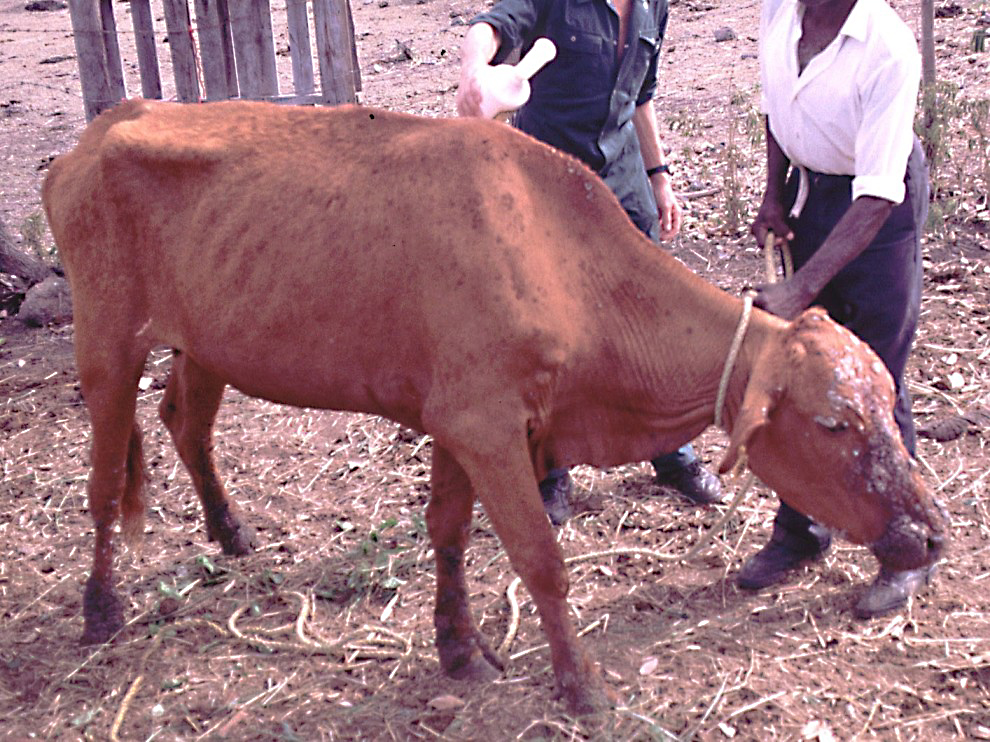